# كارلوس كوريا
كارلوس كوريا (بالإنجليزية: Carlos Correa)‏ (و. 1994  م) هو لاعب كرة قاعدة بورتوريكي، ولد في بونس، بورتوريكو، مركز لعبه هو شورتستوب ‏.

## روابط خارجية
- كارلوس كوريا على موقع دوري كرة القاعدة الرئيسي (الإنجليزية)
- كارلوس كوريا على موقعبيزبول رفرنس.كوم (الدوري الرئيسي) (الإنجليزية)
- كارلوس كوريا على موقعبيزبول رفرنس.كوم (الدوري الثانوي) (الإنجليزية)
- كارلوس كوريا على موقع إي إس بي إن.كوم (أم.أل.بي) (الإنجليزية)
- كارلوس كوريا على موقع مشجعي الرسوم البيانية (الإنجليزية)